# Setosophroniella
Setosophroniella is een kevergeslacht uit de familie van de boktorren (Cerambycidae). De wetenschappelijke naam van het geslacht werd voor het eerst geldig gepubliceerd in 1961 door Breuning.

## Soorten
Setosophroniella omvat de volgende soorten:
- Setosophroniella australica Breuning, 1963
- Setosophroniella papuana Breuning, 1961
- Setosophroniella rufa Breuning, 1970